# Ólína Guðbjörg Viðarsdóttir
Ólína Guðbjörg Viðarsdóttir (Grindavík, 16 novembre 1982) è un'ex calciatrice islandese, di ruolo difensore.
Durante la sua ventennale carriera ha giocato sia nel campionato islandese che all'estero, a livello universitario negli Stati Uniti d'America e nei campionati inglese e svedese. Ha inoltre indossato la maglia della nazionale islandese tra il 2003 e il 2014, partecipando a due campionati europei.

## Palmarès

### Club
- Campionato islandese: 1

Breiðablik: 2005
- Coppa di Svezia: 1

KIF Örebro: 2010
- Coppa d'Islanda: 3

Breiðablik: 2005
KR Reykjavík: 2007, 2008
- Supercoppa islandese: 1

Breiðablik: 2006